# Joshua Harris

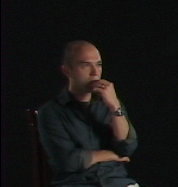
Joshua Harris

Joshua Harris (* 30. Dezember 1974 in Dayton, Ohio) ist ein US-amerikanischer Autor und ehemaliger Pastor.
Joshua Harris’ Vater war Leiter der Heimschulbewegung in den USA. Joshua ist das älteste von sechs Kindern. 4 Jahre schrieb er für „New Attitude“ und war somit Herausgeber des Magazins New Attitude (Neue Einstellung), eine christliche Zeitschrift für Teenies. Nachdem er von 1997 bis 2015 leitender Pastor der Covenant Life Church (Gaithersburg, Maryland) war, widmet sich Harris derzeit an dem Regent College in Vancouver, British Columbia einem weiteren Studium.

## Persönliches
Harris ist verheiratet und Vater von drei Kindern.
Am 18. Juli 2019 gab er via Instagram die Trennung von seiner Frau Shannon bekannt.

Am 26. Juli 2019 gab er via Instagram bekannt, dass er kein Christ mehr sei. Dazu entschuldigte er sich für seine früheren Bücher und deren Aussagen. Explizit entschuldigte er sich bei der LGBTQ+ Community für seine damaligen Ansichten.

## Werke
- I Kissed Dating Goodbye. Multnomah Publishers, 1997 (deutsch: Ungeküßt und doch kein Frosch. Gerth Medien, 1998)
- Boy meets girl. Multnomah Publishers, 2000 (deutsch: Frosch trifft Prinzessin. Gerth Medien, 2001)
- Not even a hint. M.P., 2003 (deutsch: Frösche Prinzen und der Frust mit der Lust. Gerth Medien, 2005)
- Sex Is Not the Problem (Lust Is) – A Study Guide for Women. Multnomah Books, 2005
- Stop Dating the Church!. Multnomah Publishers, 2004 (deutsch: „Mehr als ein Sonntagsflirt“ Gerth Medien, 2006)
- Dug Down Deep: Unearthing What I Believe and Why It Matters. Large Print Press, 2011
- Humble Orthodoxy: Holding the Truth High Without Putting People Down. Multnomah Books, 2013 (deutsch: Die Pharisäerfalle: An der Wahrheit festhalten, ohne zu verletzen. Christliche Verlagsgesellschaft, 2015)